# Zygodon papillatus
Zygodon papillatus är en bladmossart som beskrevs av Montagne 1845. Zygodon papillatus ingår i släktet ärgmossor, och familjen Orthotrichaceae. Inga underarter finns listade i Catalogue of Life.